# Estación de La Encina
La Encina es una estación ferroviaria española situada en la pedanía villenense de La Encina en la provincia de Alicante, en la Comunidad Valenciana. Es propiedad de Adif, manteniéndola abierta al servicio de pasajeros. Realizan paradas en La Encina trenes de Media Distancia operados por Renfe que unen la Comunidad Valenciana con Castilla-La Mancha. Cumple funciones logísticas.

## Situación ferroviaria
Se encuentra en el punto kilométrico 376,4 de la línea férrea de ancho ibérico Madrid-Valencia a 712,28 metros de altitud.
De aquí parte también la línea La Encina-Alicante, dando lugar a un nudo ferroviario que perdió peso desde el 20 de mayo de 1992 con la apertura de la variante de Caudete (línea 332 de Adif, de 5900 m de longitud) la cual evitaba que los trenes entre Alicante y Valencia tuvieran que invertir su marcha en La Encina, evitando el paso por la estación

## Historia
Inicialmente, al construirse las líneas del ferrocarril que unían Madrid con Alicante y Valencia (1858), en La Encina las únicas instalaciones ferroviarias existentes eran, además de la bifurcación de las líneas de Madrid a Alicante (propiedad de MZA) y de Madrid a Valencia (AVT), un apartadero para cada compañía y una casa de guarda; ya que en ese momento toda la actividad se desarrollaba en la estación de Almansa, lugar donde se realizaban los enlaces entre ambas líneas.
Posteriormente, las dos compañías llegaron a un acuerdo para establecer dichos enlaces en La Encina con el fin de ahorrar dinero y tiempo. Para ello firmaron un contrato de uso común de la futura estación, que se puso en práctica desde su inauguración en agosto de 1863. Trasladándose a la estación de La Encina los servicios que se venían realizando en las estaciones de Almansa y Villena.
Este contrato fue refrendado con uno nuevo por 2 años prorrogable, en mayo de 1873. En dicho contrato se especificaba que las instalaciones eran: un edificio de viajeros de dos plantas (la planta baja destinada a oficinas, sala de espera y fonda; y la primera para alojamiento de los empleados), otro edificio para alojar a los empleados, un cocherón para 4 máquinas con sus talleres y alojamientos, otro cocherón para 9 coches, las placas, depósitos, vías,...
Unos meses después, en septiembre, la estación es incendiada por las tropas carlistas, teniendo que trasladarse los empleados a Almansa.
En octubre del año siguiente, la estación vuelve a ser incendiada por las fuerzas carlistas, teniendo que habilitarse unos locales provisionales que posteriormente albergarían las escuelas ferroviarias.
En 1878 se construye el actual edificio principal de la estación. Su planta es rectangular y muy alargada, de una sola altura con dos cuerpos en los extremos de 2 alturas con esquinas imitando sillería. El edificio acogería las oficinas, sala de espera y fonda.
Desde entonces, ha habido varios cambios de propiedad al adquirir la Compañía de los Caminos de Hierro del Norte de España a la sociedad AVT en 1891, al crearse RENFE en 1941 con la nacionalización de las compañías ferroviarias existentes en ese momento, y al dividirse RENFE en Renfe Operadora y Adif en el año 2005.
Durante este tiempo también se han perdido algunas de las instalaciones como la cochera de las máquinas, los depósitos de carbón, etc; mientras otros han quedado en desuso como la placa o puente giratorio.
El edificio principal se encuentra protegido por el PGOU de Villena con un nivel de protección documental.

## Servicios ferroviarios

### Media Distancia

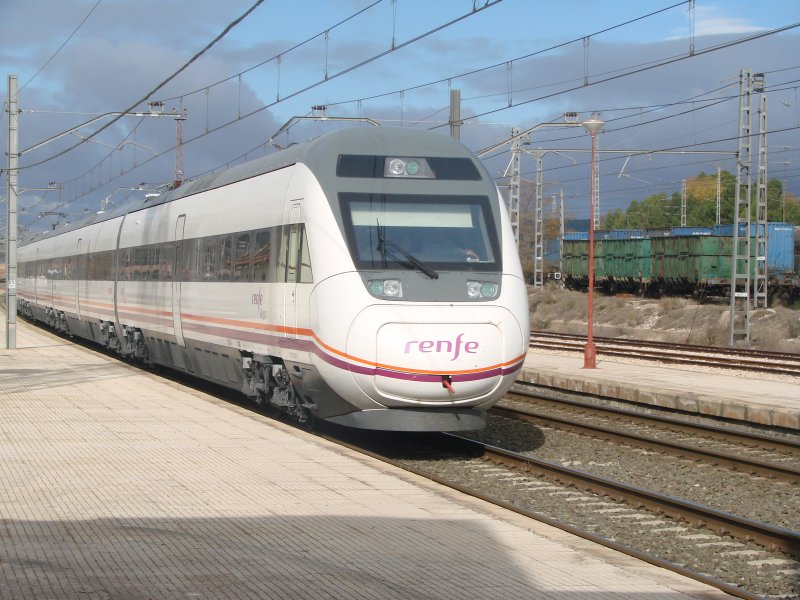
Unidad Serie 121 de Renfe estacionada en La Encina durante sus pruebas de homologación.

La oferta de viajes que presta Renfe se limita a un tren diario (Regional-Exprés) entre las estaciones de Valencia-Norte y Ciudad Real y un Regional con circulación V-D entre Valencia-Norte y Albacete-Los Llanos, y sus trayectos inversos. Los principales destinos directos son Valencia, Albacete y Alcázar de San Juan. 
| Línea MD | Trenes          | Origen/Destino                          |  | Destino/Origen |
| -------- | --------------- | --------------------------------------- |  | -------------- |
| 46       | Regional Exprés | Alcázar de San Juan Albacete-Los Llanos |  | Valencia-Norte |

### Logística
La estación de La Encina cuenta con una importante instalación técnica, para prestar servicios logísticos a las operadoras de transporte ferroviario de mercancías, compuesta de 16 vías operativas de entre 122 y 857 metros de longitud, de las cuales 14 son electrificadas y 10 están provistas de telemando. Forma parte de las 55 estaciones del país en las que los diferentes operadores ferroviarios privados de mercancías pueden autogestionarse y servirse de sus instalaciones.
| Nombre | Longitud útil orientativa (m) | Electrificado | Enclavamiento |
| ------ | ----------------------------- | ------------- | ------------- |
| Vía 1  | 677                           | Sí            | Telemandado   |
| Vía 2  | 857                           | Sí            | Telemandado   |
| Vía 3  | 610                           | Sí            | Telemandado   |
| Vía 4  | 727                           | Sí            | Telemandado   |
| Vía 5  | 445                           | Sí            | Telemandado   |
| Vía 6  | 688                           | Sí            | Telemandado   |
| Vía 7  | 368                           | Sí            | Telemandado   |
| Vía 8  | 541                           | Sí            | Telemandado   |
| Vía 9  | 208                           | Sí            | Manual        |
| Vía 10 | 475                           | Sí            | Telemandado   |
| Vía 11 | 417                           | Sí            | Manual        |
| Vía 12 | 472                           | Sí            | Telemandado   |
| Vía 13 | 417                           | Sí            | Manual        |
| Vía 17 | 544                           | Sí            | Manual        |
| Vía 19 | 160                           | No            | Manual        |
| Vía 21 | 122                           | No            | Manual        |

### Generales
- Esteve, Francisco; Esparcia, José Luis (1991). Historia de La Encina y su estación. Mesidor Ediciones. ISBN 978-84-404-9502-0.
- Archivo Histórico Ferroviario. Sig. B-0042-002 y Sig. B-0042-003 (PDF) (Fundación de los Ferrocarriles Españoles edición).
- Ayuntamiento de Villena (ed.). PGOU de Villena. Catálogo de elementos, edificios y conjuntos de interés histórico-artístico.